# Gamma-Normiden
Die Gamma-Normiden sind ein Meteorstrom, welcher eine ZHR von 6 Meteoren pro Stunde besitzt. Die Gamma-Normiden sind von Mitteleuropa aus nicht beobachtbar.